# Torre San Felice
La Torre di San Felice è una torre costiera situata nel comune di Vieste presso la località omonima.
Venne costruita nel 1540 ed è l'ottava torre costiera appartenente al territorio della Capitanata. 
Carlo Gambacorta, nel manoscritto Visita delle Torri di Capitanata nel mese di dicembre 1594 così ne parla:
(Carlo Gambacorta)
Utilizzata a partire dal 1569, nel 1685 occorrono astrichi e garretti. La più orientale delle torri garganiche, innalzata per ricevere e trasmettere le segnalazioni delle torri vicine, proteggeva anche l'omonimo porticciolo.
Di medie dimensioni, è stata di recente restaurata, ma una sopraelevazione ne ha snaturato le proporzioni.
Attualmente ne è stata murata l'entrata per evitare fenomeni di abusivismo.
Negli anni ottanta la zona circostante alla torre era nota per la presenza di una rivendita ambulante di prodotti alimentari (come quelle dei mercati rionali) la cui insegna recitava: "Sebbene vuoi mangiare qui da Sandro devi comprare".